# Zwarte knoopzwam
De zwarte knoopzwam (Bulgaria inquinans) is een schimmel uit de familie Bulgariaceae. De zwam groeit op afgevallen takken en op de schors van pas gestorven eiken en beuken. Hij is te vinden van oktober tot maart. De soort komt voor in loof- en gemengde bossen, parken, en minder vaak bij alleenstaande bomen. Hij komt meestal voor in groepen.

## Uiterlijk
De jonge zwarte knoopzwam is rond tot kegelvormig, licht- tot donkerbruin van kleur, met een vlokkige buitenhuid. De bol vouwt zich later open waardoor de donkere, glanzende, sporenvormende laag zichtbaar wordt. Oudere exemplaren zijn 1-4 cm in diameter, (vrijwel) geheel uitgevouwen en zwart van kleur.

## Verspreiding
De zwarte knoopzwam komt in Nederland vrij algemeen voor. 

## Galerij

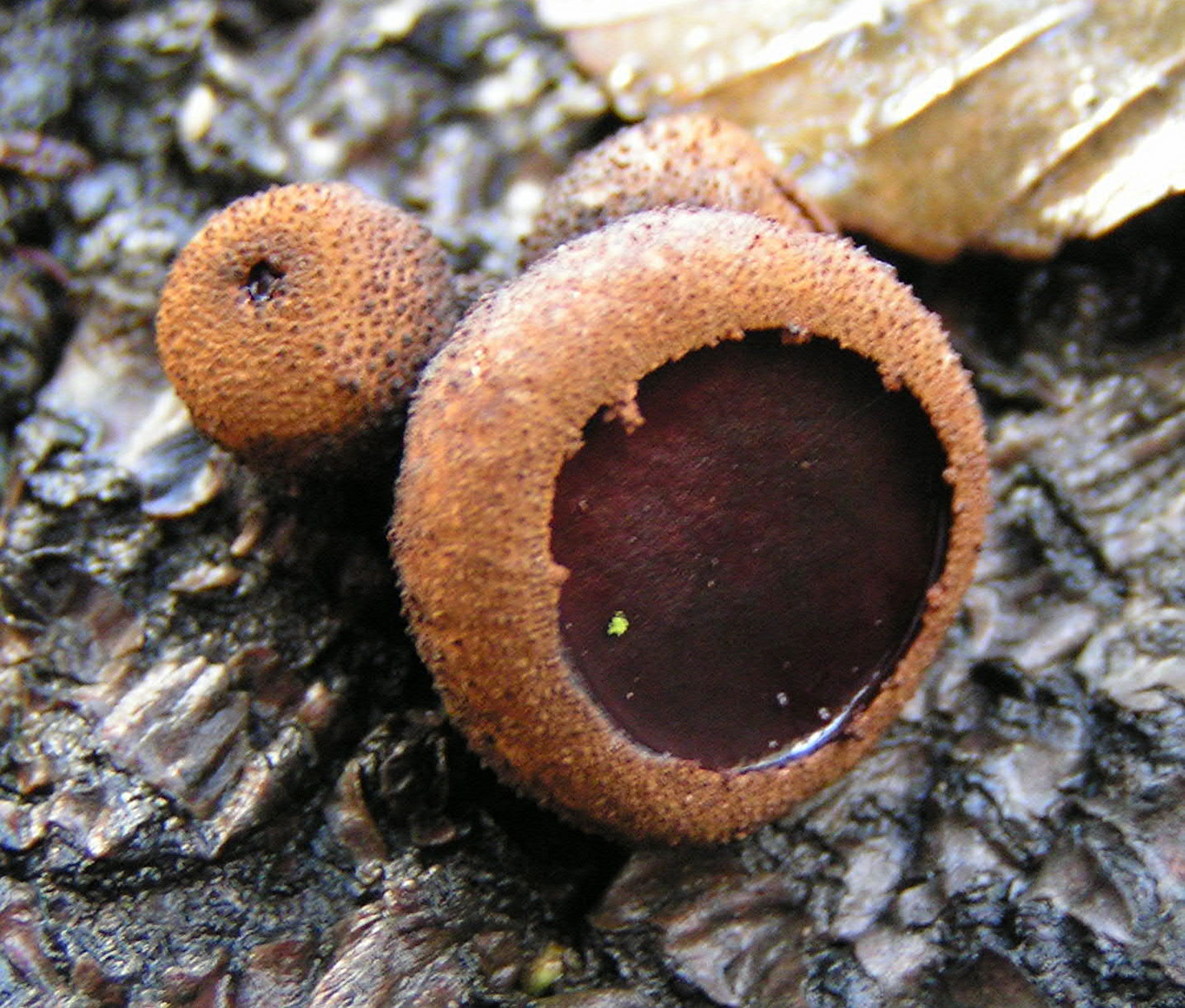
De jonge zwarte knoopzwam heeft een compleet ander uiterlijk
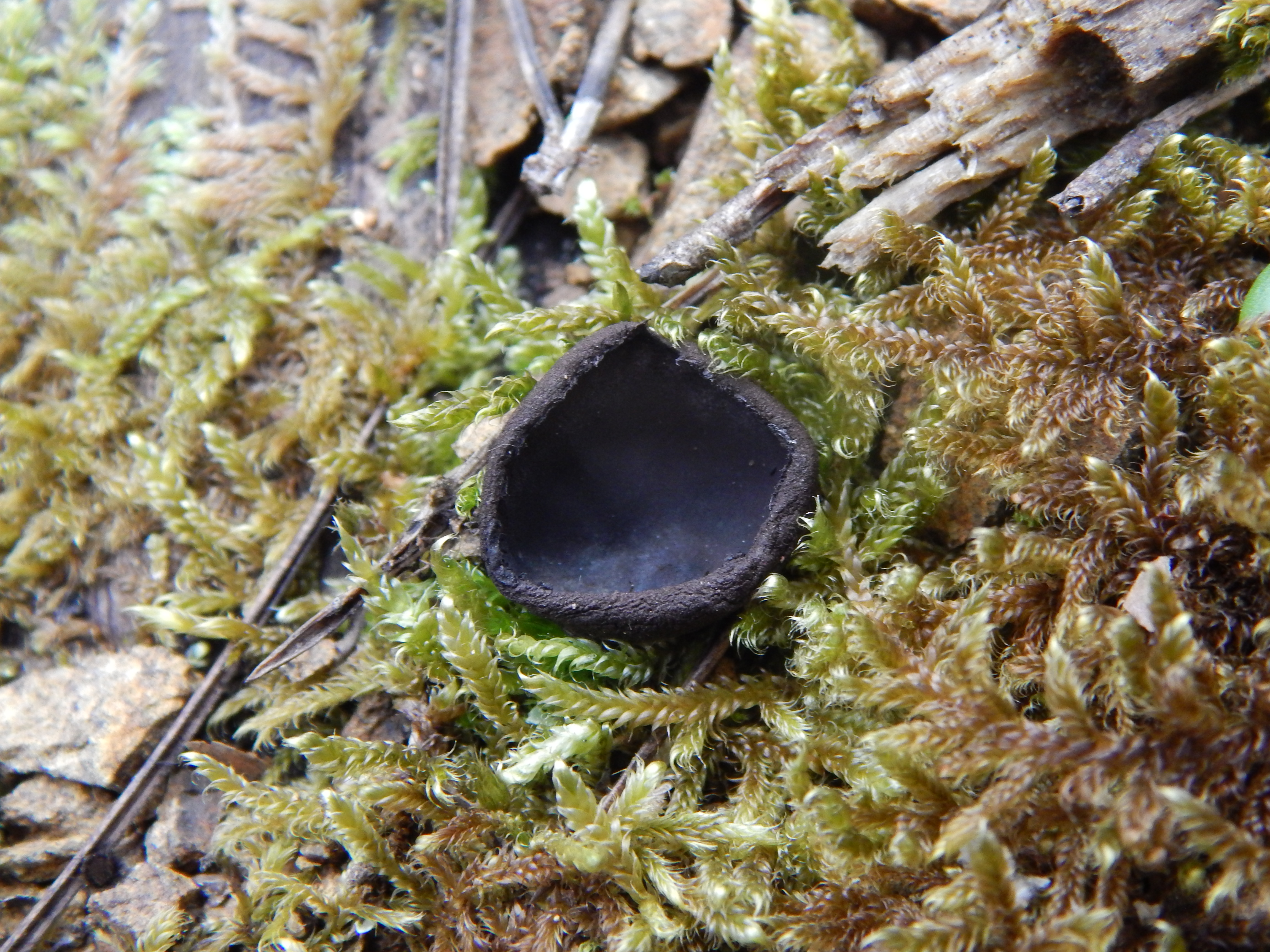
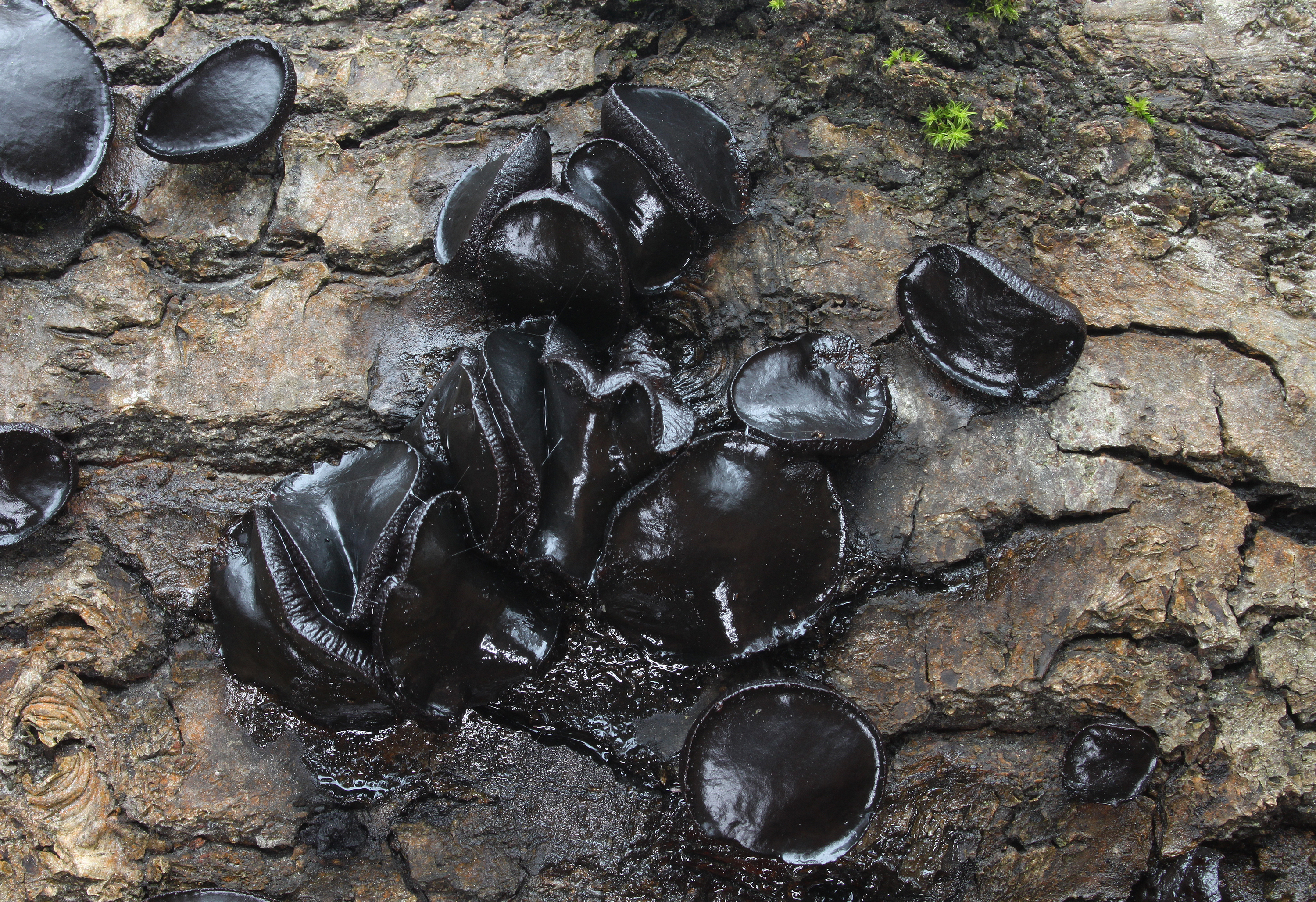
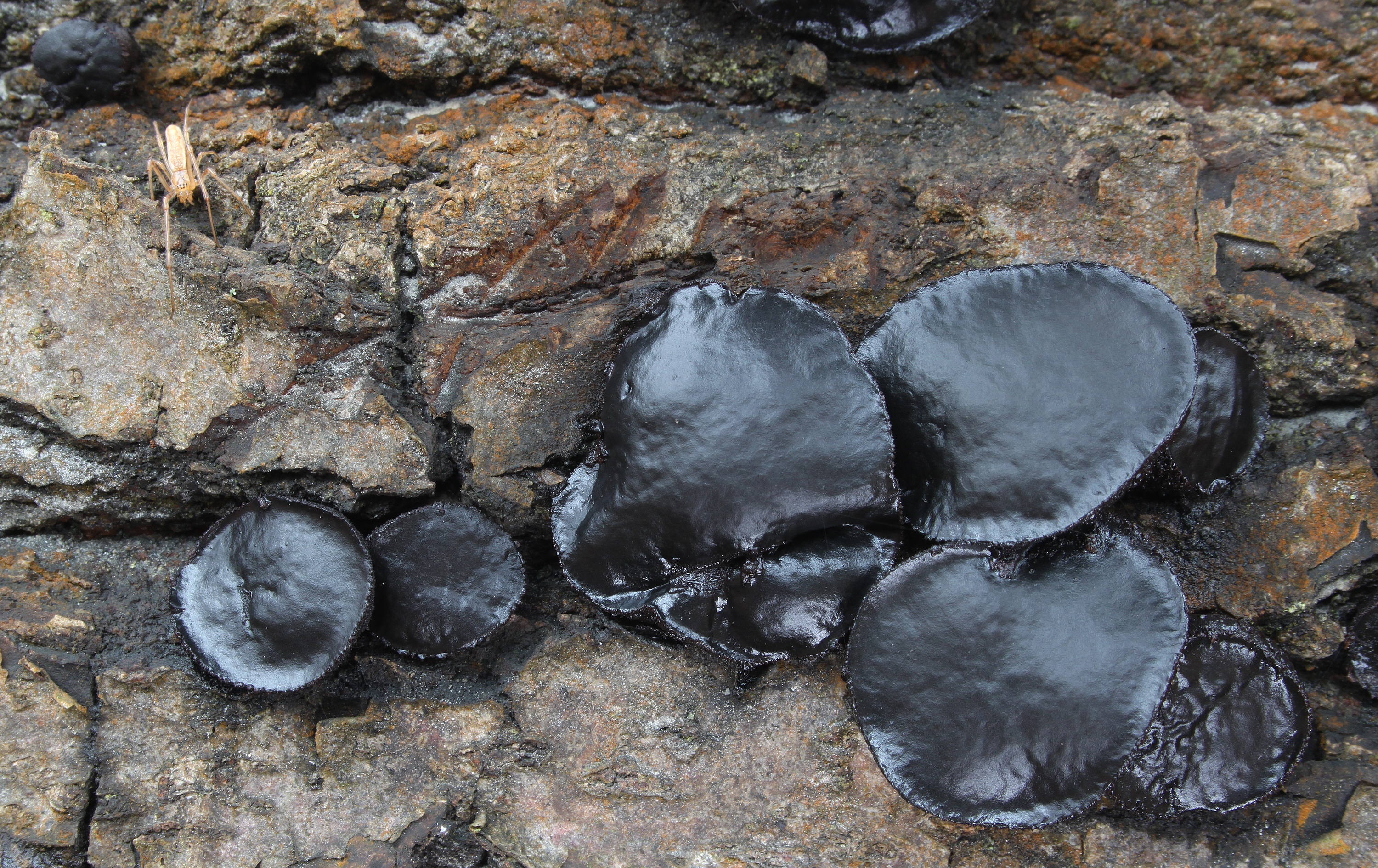
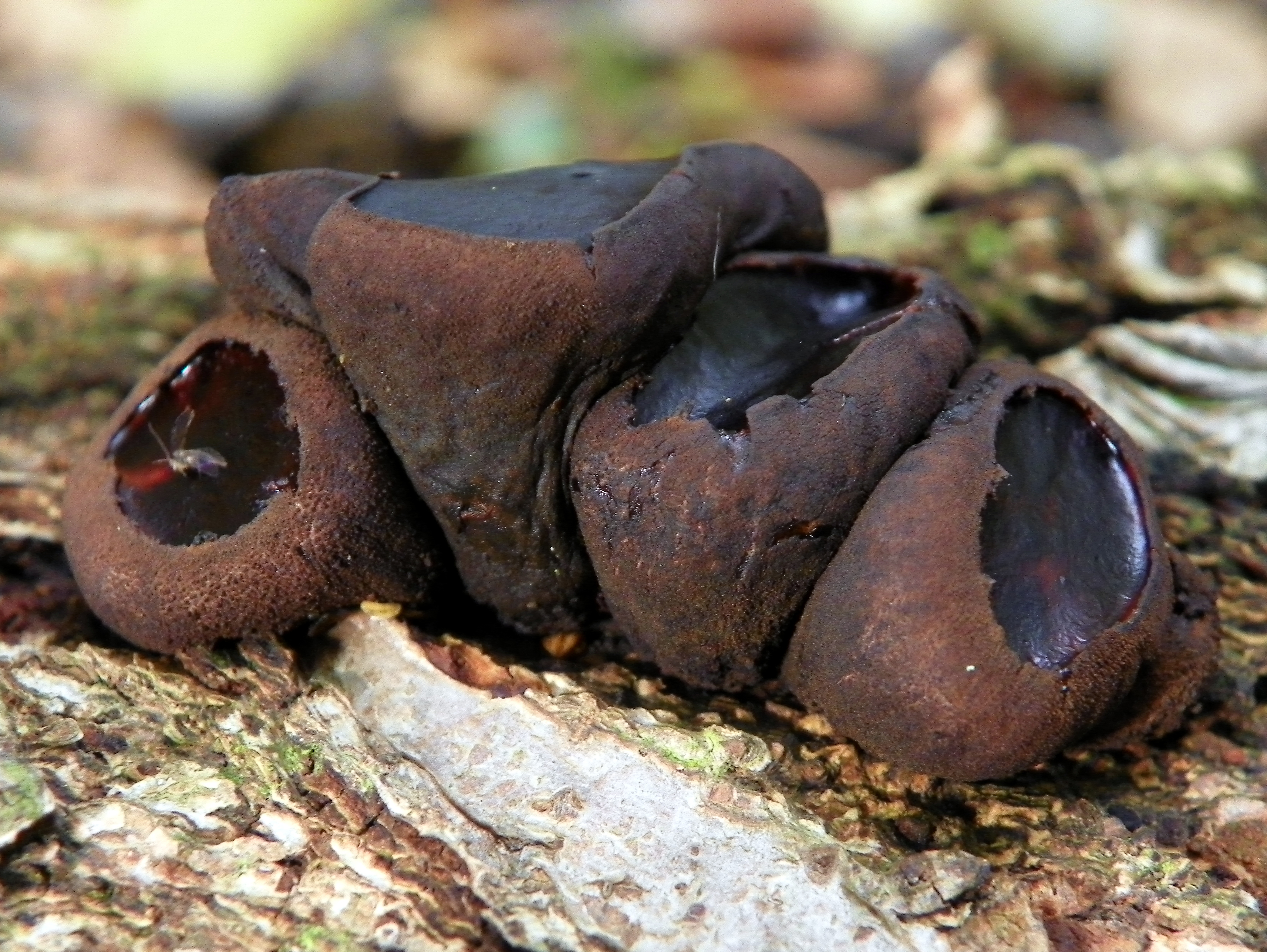